# Интернет-эквайринг

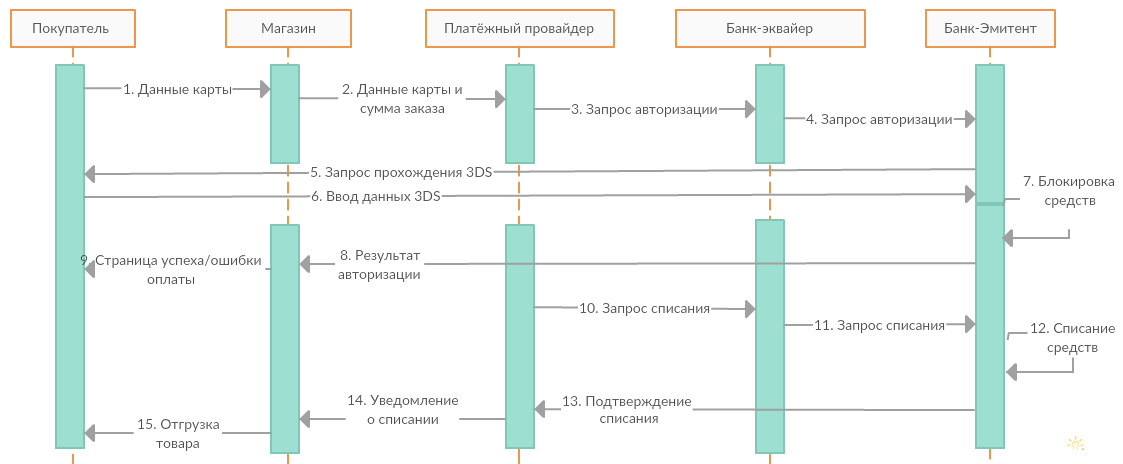
Последовательность процесса оплаты с помощью интернет-эквайринга

Интернет-эквайринг (англ. internet acquiring) — технология, являющаяся разновидностью эквайринга, позволяющая принимать к оплате банковские карты через Интернет. Главное отличие от торгового и мобильного эквайринга состоит в отсутствии терминала (POS, mPOS) для физического считывания данных карты. Таким образом, использовать интернет-эквайринг могут пользователи виртуальных банковских карт и электронных кошельков, у которых отсутствуют физические носители в виде пластиковых карт.

### Технология Интернет-эквайринга
В общем случае процесс оплаты через Интернет состоит из следующих этапов:
1. После оформления заказа в магазине клиент переадресуется на платёжную форму, где вводит данные своей банковской карты— номер, срок действия, имя и фамилию владельца, код CVV2/CVC2.
2. Магазин передаёт данные карты и сумму заказа платёжному поставщику (наиболее распространены платёжные агрегаторы).
3. Используя введённые данные карты, платёжный поставщик отправляет запрос авторизации в банк-эквайер. Обычно платёжный агрегатор заключает договоры с несколькими банками-эквайерами, что позволяет повысить надёжность системы и в ряде случаев снизить комиссию.
4. Банк-эквайер пересылает запрос авторизации в международную платёжную систему (далее МПС), выпустившую карту, например VISA, MasterCard, UnionPay.
5. МПС передаёт запрос авторизации в банк-эмитент (банк, выпустивший карту клиента), который производит процедуру фрод-мониторинга и проверяет, активна ли карта.
6. Если к карте подключена технология 3-D Secure, происходит процедура проверки:
  1. Перенаправление клиента на страницу ввода 3DS-пароля
  2. Отправка 3DS-пароля (чаще всего в SMS-сообщении)
  3. Ввод клиентом 3DS-пароля
  4. Верификация банком введённого 3DS-пароля
7. Если проверка прошла успешно, банк-эмитент отправляет подтверждение МПС.
8. МПС возвращает ответ банку-эквайеру.
9. Банк-эквайер возвращает ответ платёжному поставщику.
10. Платёжный поставщик отправляет в банк-эквайер запрос на списание суммы заказа с карты клиента
11. Банк-эквайер пересылает в МПС запрос на списание суммы заказа с карты клиента.
12. МПС передаёт запрос банку-эмитенту.
13. Банк-эмитент проверяет остаток средств на счету клиента, и, если средств достаточно, производит перевод и пересылает подтверждение операции МПС.
14. МПС передаёт подтверждение операции банку-эквайеру.
15. Банк-эквайер передаёт подтверждение платёжному поставщику.
16. Платёжный поставщик оповещает магазин.
17. Магазин оповещает клиента об успешной оплате заказа.

В ряде случаев платёжный поставщик и банк-эквайер могут быть представлены одной организацией.
Если платёжный поставщик выступает отдельно и позволяет принимать платежи не только картами, но и электронными деньгами, он называется платёжным агрегатором. Платёжный агрегатор не может принимать карты напрямую, для этого он заключает договор с банком-эквайером, чаще всего с несколькими для обеспечения бесперебойной работы.
В России услуги интернет-эквайринга предоставляют Фора-Банк, CloudPayments, Тинькофф банк, Московский кредитный банк, Альфа-банк, Райффайзенбанк, Сбербанк, Русский Стандарт, Банк Точка, Почта Банк, Росбанк.
В Республике Беларусь первыми услугу интернет-эквайринга в 2010 году стали оказывать Приорбанк и провайдер платёжных сервисов WEBPAY. На данный момент осуществляют услуги следующие банки Белагропромбанк, Беларусбанк, БПС-Сбербанк, Паритетбанк, МТБанк, Альфа-Банк, Приорбанк, БСБ Банк.

### Комиссия
За осуществление приёма платежей поставщик взимает комиссию, обычно с каждого обрабатываемого платежа. В большинстве случаев комиссия списывается с продавца, но ряд поставщиков позволяет настраивать распределение комиссии между продавцом и покупателем. Для минимизации размера комиссии компании с большим оборотом могут напрямую подключать Интернет-эквайринг. Выгодно подключить сразу несколько банков, и обрабатывать платежи по картам посредством их банка-эмитента. В случае, если обороты небольшие, проще подключить платёжный агрегатор, поскольку большой оборот агрегатора позволит получить существенный размер скидки у банков, который во многих случаях компенсирует дополнительную комиссию агрегатора.

### Преимущества и возможности
- Сохранение карты в системе (оплата в один клик) — позволяет пользователю после первой оплаты не вводить все данные карты.
- Холдирование — заморозка части средств на расчётном счёте клиента. Полезно в случае, если необходимо проверить наличие заказанного товара на складе. В случае отсутствия заказа, деньги размораживаются без необходимости проводить возврат между расчётными счетами покупателя и продавца. Такой процесс осуществляется намного быстрее возврата средств.
- Рекуррентные платежи — регулярные платежи, из которых плательщик подтверждает только первый, а остальные производятся автоматически. Технология применима для пополнения баланса мобильного телефона и коммунальных платежей.
- Длинная запись — передача дополнительных данных вместе с платёжной информацией. Чаще всего применяется при продаже авиабилетов, когда необходимо передавать дополнительную информацию (паспорт пассажира, лицевой счёт).
- Инвойсинг — выставление счетов в Email или SMS-сообщении.

### Недостатки интернет-эквайринга
- постоянная борьба с мошенниками — требуются серьезные меры по обеспечению безопасности при онлайн-оплате со стороны интернет-магазина, и борьба с различными видами мошеннических операций;
- недоверие покупателей — новые и подозрительные сайты могут вызывать сомнения у покупателей;
- сложность подключения — организовать прием платежей на сайте - задача не одного дня и требует выполнения ряда технических доработок и дальнейшего контроля;
- платеж может быть оспорен — в случае обмана, потери или недоставки товара, его несоответствия и других форс-мажорных ситуаций покупатель может осуществить процедуру возврата средств.[4]